# Open de Biarritz
O ENGIE OPEN Biarritz (anteriormente conhecido como Open GDF Suez de Biarritz) é um torneio para tenistas profissionais disputado em quadras de saibro ao ar livre, realizado em Biarritz, França, desde 2003.

## Histórico
Criado em 2003 como um torneio da categoria US$ 25.000, Durante um período foi promovido à categoria de US$ 100.000, sendo realizado no "Parc des Sports D’Aguilera"
Hoje em dia, realizado no mês de junho, o evento é classificado como um torneio do "ITF Women's Circuit" de US$ 60.000 e é realizado no "Biarritz Olympique Tennis".

## Finais

### Simples
| Ano  | Campeã                                          | Vice-campeã                                     | Resultado                                       |
| ---- | ----------------------------------------------- | ----------------------------------------------- | ----------------------------------------------- |
| 2023 | Fiona Ferro                                     | İpek Öz                                         | 7–5, 6–3                                        |
| 2022 | Mina Hodzic                                     | Lucie Nguyen Tan                                | 6–3, 6–3                                        |
| 2021 | Francesca Jones                                 | Oksana Selekhmeteva                             | 6–4, 7–6(7–4)                                   |
| 2020 | Torneio cancelado devido à pandemia de COVID-19 | Torneio cancelado devido à pandemia de COVID-19 | Torneio cancelado devido à pandemia de COVID-19 |
| 2019 | Viktoriya Tomova                                | Danka Kovinic                                   | 6–2, 5–7, 7–5                                   |
| 2018 | Tamara Korpatsch                                | Timea Bacsinszky                                | 6–2, 7–5                                        |
| 2017 | Mihaela Buzarnescu                              | Patty Schnyder                                  | 6–4, 6–3                                        |
| 2016 | Rebecca Šramková                                | Martina Trevisan                                | 6–3, 4–6, 6–1                                   |
| 2015 | Laura Siegemund                                 | Romina Oprandi                                  | 7–5, 6–3                                        |
| 2014 | Kaia Kanepi                                     | Teliana Pereira                                 | 6–2, 6–4                                        |
| 2013 | Stephanie Vogt                                  | Anna Karolína Schmiedlová                       | 1–6, 6–3, 6–2                                   |
| 2012 | Romina Oprandi                                  | Mandy Minella                                   | 7–5, 7–5                                        |
| 2011 | Pauline Parmentier                              | Patricia Mayr-Achleitner                        | 1–6, 6–4, 6–4                                   |
| 2010 | Julia Görges                                    | Sophie Ferguson                                 | 6–2, 6–2                                        |
| 2009 | Julia Görges                                    | Ekaterina Dzehalevich                           | 7–5, 6–0                                        |
| 2008 | Kathrin Wörle                                   | Selima Sfar                                     | 6–1, 6–3                                        |
| 2007 | Pauline Parmentier                              | Selima Sfar                                     | 6–2, 6–4                                        |
| 2006 | Stéphanie Cohen-Aloro                           | Madalina Gojnea                                 | 6–7(1–7), 6–4, 6–4                              |
| 2005 | Martina Müller                                  | Timea Bacsinszky                                | 4–6, 7–6(7–2), 6–2                              |
| 2004 | Bahia Mouhtassine                               | Laura Pous Tió                                  | 6–4, 7–6(7–4)                                   |
| 2003 | Zuzana Ondrášková                               | Natalia Gussoni                                 | 6–0, 6–3                                        |

### Duplas
| Ano  | Campeãs                                         | Vice-campeãs                                    | Resultado                                       |
| ---- | ----------------------------------------------- | ----------------------------------------------- | ----------------------------------------------- |
| 2023 | Weronika Falkowska Katarzyna Kawa               | Conny Perrin Anna Sisková                       | 7–6(7–2), 7–5                                   |
| 2022 | Anna Danilina Valeriya Strakhova                | María Carlé Maria Timofeeva                     | 2–6, 6–3, [14–12]                               |
| 2021 | Oksana Selekhmeteva Daniela Vismane             | Sarah Beth Grey Magali Kempen                   | 6–3, 7–6(7–5)                                   |
| 2020 | Torneio cancelado devido à pandemia de COVID-19 | Torneio cancelado devido à pandemia de COVID-19 | Torneio cancelado devido à pandemia de COVID-19 |
| 2019 | Manon Arcangioli Kimberley Zimmermann           | Victoria Rodríguez Ioana Loredana Ro?ca         | 2–6, 6–3, [10–6]                                |
| 2018 | Irina Bara Valentyna Ivakhnenko                 | Ysaline Bonaventure Hélène Scholsen             | 6–4, 6–1                                        |
| 2017 | Irina Bara Mihaela Buzarnescu                   | Cristina Buc?a Isabelle Wallace                 | 6–3, 6–1                                        |
| 2016 | Irina Khromacheva Maryna Zanevska               | Cornelia Lister Nina Stojanovic                 | 4–6, 7–5, [10–8]                                |
| 2015 | Basak Eraydin Lidziya Marozava                  | Réka-Luca Jani Stephanie Vogt                   | 6–4, 6–4                                        |
| 2014 | Florencia Molinero Stephanie Vogt               | Lourdes Domínguez Lino Teliana Pereira          | 6–2, 6–2                                        |
| 2013 | Yuliya Beygelzimer Olga Savchuk                 | Vera Dushevina Ana Vrljic                       | 2–6, 6–4, [10–8]                                |
| 2012 | Séverine Beltrame Laura Thorpe                  | Lara Arruabarrena Monica Puig                   | 6–2, 6–3                                        |
| 2011 | Alexandra Panova Urszula Radwanska              | Erika Sema Roxane Vaisemberg                    | 6–2, 6–1                                        |
| 2010 | Sharon Fichman Julia Görges                     | Lourdes Domínguez Lino Monica Niculescu         | 7–5, 6–4                                        |
| 2009 | Chan Yung-jan Anastasia Rodionova               | Akgul Amanmuradova Darya Kustova                | 3–6, 6–4, [10–7]                                |
| 2008 | Martina Müller Christina Wheeler                | Jorgelina Cravero Betina Jozami                 | 7–6(7–5), 3–6, [10–8]                           |
| 2007 | Evgeniya Rodina Yevgenia Savransky              | Ekaterina Ivanova Iryna Kuryanovich             | 2–6, 6–1, 6–3                                   |
| 2006 | Nina Bratchikova Yaroslava Shvedova             | Klaudia Jans Alicja Rosolska                    | 6–3, 6–2                                        |
| 2005 | Stéphanie Cohen-Aloro Selima Sfar               | Timea Bacsinszky Aurélie Védy                   | 6–2, 6–1                                        |
| 2004 | Mariya Koryttseva Elena Tatarkova               | Alona Bondarenko Valeria Bondarenko             | 7–5, 6–0                                        |
| 2003 | Lucie Ahl Selima Sfar                           | Yuliya Beygelzimer Anna Zaporozhanova           | 6–1, 6–1                                        |